# IK Sleipner
Der IK Sleipner, oft kurz auch Sleipner genannt, ist ein Sportverein im schwedischen Norrköping, der unter anderem im Fußball und Bowling aktiv ist. Er war 1938 schwedischer Fußballmeister und spielte bis 1941 insgesamt 16 Saisons in der obersten schwedischen Liga Allsvenskan. Die Trikots des Vereins sind traditionell in den Vereinsfarben blau-weiß gestreift, das Motto des Vereins lautet Randigt är roligt (dt. Gestreift ist lustig). Die Eishockeyabteilung des Vereins nahm in den 1940er Jahren mehrfach an der damals noch im Pokalmodus ausgetragenen schwedischen Meisterschaft teil.

## Geschichte

### Anfangsjahre
Der Verein wurde am 27. April 1903 in einer konstituierenden Sitzung, die in einer Schneidereiwerkstatt stattfand, gegründet. Initiatoren waren einige Botenjungen, die sich im von Gymnasiasten dominierten IFK Norrköping nicht wohlfühlten. Der Klub wurde daher noch lange danach als Arbeitermannschaft angesehen. Der Name Sleipner kommt vom Pferd Sleipnir des nordischen Gottes Odin.
Sleipner spielte zum ersten Mal im Jahr 1920 um die schwedische Meisterschaft. Das Spiel gegen Djurgårdens IF im Olympiastadion Stockholm ging allerdings mit 0:1 verloren, nachdem Harry Strundberg in der 30. Minute einen Strafstoß verwandelt hatte. Im Jahr darauf spielte an gleicher Stelle wieder um die Meisterschaft, dieses Mal gegen den IFK Eskilstuna. Man ging zunächst durch ein Tor von Bertil Kollberg in Führung, kassierte aber in den Schlussminuten zwei Tore durch Gösta Pettersson und Henning Olsson, so dass es beim Endstand 1:2 wieder nicht zur Meisterschaft reichte.

### Erfolgreiche Jahre in der Erstklassigkeit
Sleipner war auch dabei, als die Allsvenskan als oberste Liga eingeführt wurde. Das Gründungsmitglied gehörte ihr von deren erster Saison 1924/25 bis zur Saison 1932/33 an. Schon ein Jahr nach dem ersten Abstieg konnte der Verein wieder in die Liga zurückkehren und nahm dann durchgehend bis zur Spielzeit 1940/41 teil. 
Der größte Erfolg der Vereinsgeschichte gelang in der Saison 1937/38, als man sich von dem Trio Landskrona BoIS, Helsingborgs IF und IF Elfsborg um 4 Punkte distanzieren konnte und Schwedischer Meister wurde. Den Ligazweiten Landskrona konnte man gar mit 6:0 schlagen.

### Zwischen zweitem und viertem Spielniveau
Nach dem Abstieg 1941 gehörte IK Sleipner in den 1940er Jahren der zweiten Liga an. Teilweise verpasste die Mannschaft nur knapp die Rückkehr ins Oberhaus. Dennoch überholte der  Lokalrivale IFK Norrköping, der seither auch das größere Interesse der Einwohner Norrköpings hat, im Laufe des Jahrzehnts den Verein. 1950 stieg er sogar in die Drittklassigkeit ab. Drei Jahre später gelang die Rückkehr und der Klub etablierte sich in den folgenden Jahren im Mittelfeld der zweiten Liga, ehe er 1960 erneut absteigen musste. Dem direkten Wiederaufstieg folgte der Wiederabstieg und 1964 der Absturz in die Viertklassigkeit.
Nach zwei Aufstiegen kehrte IK Sleipner 1968 in die zweite Liga zurück. Hier hielt sich die Mannschaft nahezu ein Jahrzehnt und spielte teilweise im vorderen Bereich der Liga mit. 1977 musste der Klub aus Norrköping erneut den Gang in die dritte Liga antreten. Dort gelang der Staffelsieg und in der Aufstiegsrunde setzte er sich zusammen mit Degerfors IF durch. Anfangs spielte die Mannschaft gegen den Abstieg, der 1980 nur dank des besseren Torverhältnisses gegenüber dem punktgleichen IFK Kristianstad vermieden wurde. Zwei Jahre später belegte sie einen Relegationsplatz und verpasste gegen IF Heimer den Klassenerhalt. 
1986 wurde IK Sleipner Opfer einer Ligareform und wurde als Tabellensiebter der drittklassigen Division 3 Nordöstra Götaland in die vierte Liga zurückgestuft. 1988 gelang dort der Staffelsieg und in der dritten Liga verpasste die Mannschaft mit zwei Punkten Rückstand auf Tyresö FF als Vizemeister den Durchmarsch in die zweite Liga. Nachdem die Mannschaft als Frühjahrsmeister 1991 und 1992 jeweils im Herbst zweitklassig antreten durfte, den Klassenerhalt jedoch beide Male verpasst hatte, schaffte sie 1993 den Wiederaufstieg in die zweite Liga. Dort verpasste sie als Tabellenvorletzte den Klassenerhalt und musste mit Jonsereds IF, Karlskrona AIF und Lunds BK absteigen. Nach zwei Jahren im Mittelfeld der Liga gelangen dem Klub in der Spielzeit 1997 nur vier Saisonsiege, so dass abermals der Abstieg in die vierte Liga anstand.

### Aktuelle Situation
1998 gelang IK Sleipner der Aufstieg in die drittklassige Division 2 Östra Götaland. Zunächst spielte die Mannschaft gegen den Abstieg, der 2000 erst in den Relegationsspielen gegen LSW IF abgewendet wurde. In den folgenden Jahren ging es bergauf und 2004 sprang ein vierter Platz zum Saisonende heraus. In der folgenden Spielzeit wurde der Klub Opfer einer Ligareform in Schweden: als Tabellenfünfter musste die Mannschaft in einer Klassenerhaltsrunde gegen Anundsjö IF und Falu BS antreten und stieg nach zwei Niederlagen in die Viertklassigkeit ab.
In der Division 2 Mellersta Götaland verpasste IK Sleipner hinter Skövde AIK als Vizemeister aufgrund des um drei Tore schlechteren Torverhältnisses den direkten Wiederaufstieg. Nachdem mit derselben Platzierung im folgenden Jahr hinter Motala AIF erneut der Aufstieg verpasst worden war, gelang 2008 mit dem Staffelsieg die Qualifikation für die Division 1. Dort etablierte sich die Mannschaft auf Anhieb im vorderen Tabellenbereich.

### Erfolge/Statistik
Der IK Sleipner belegt in der ewigen Tabelle der Allsvenskan den 20. Platz.
Die größten Erfolge der Vereinsgeschichte sind:
- Teilnahme an der Allsvenskan (16 Saisons):
  - Schwedischer Meister (1. Platz): 1938
  - 2. Platz: 1937
  - 3. Platz: 1930
  - 4. Platz: 1929

## Spielstätte

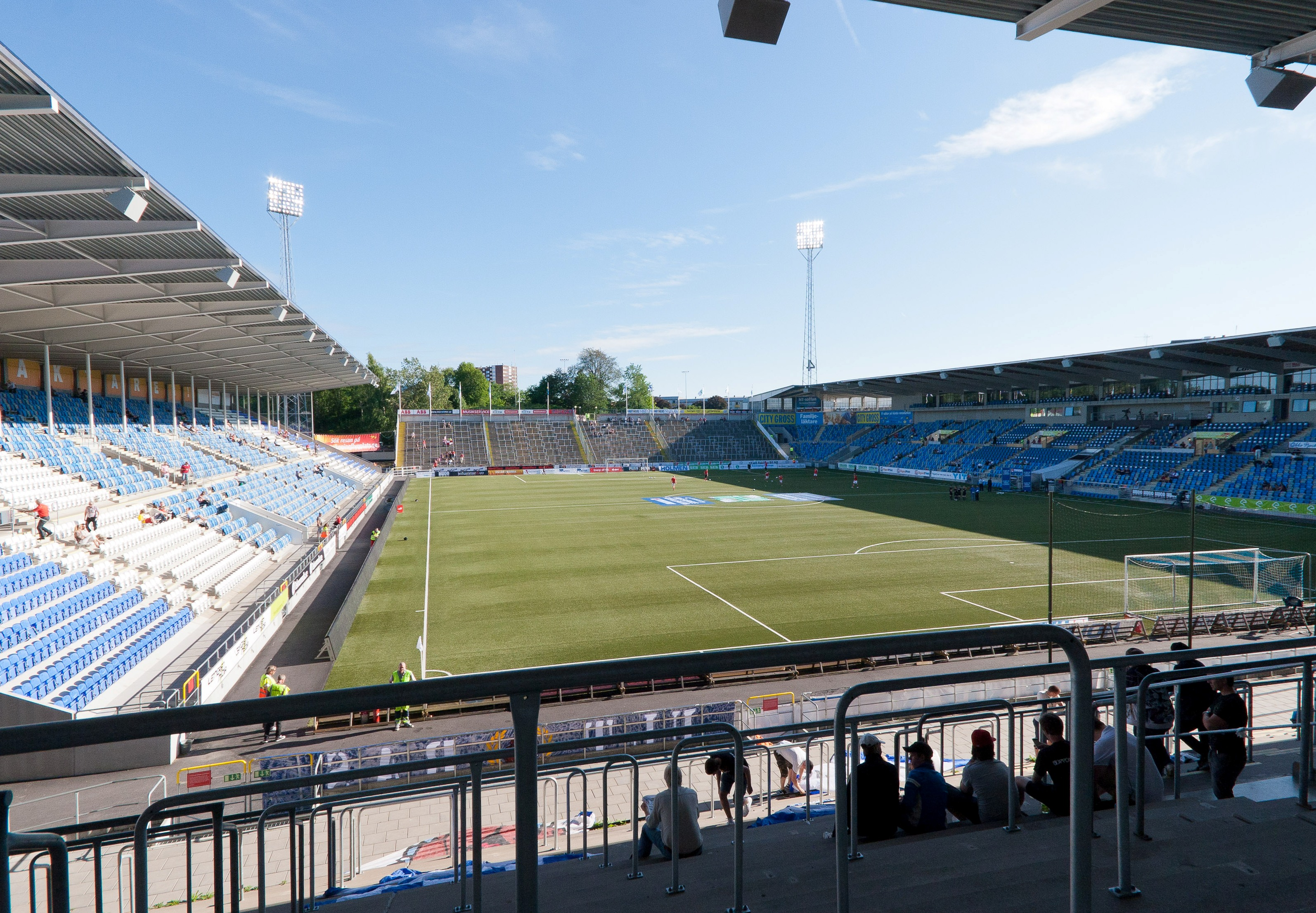
Die 2008 bis 2009 umgebaute PlatinumCars Arena ist das Heimspielstätte des IK Sleipners

Die Heimspielstätte des Vereins ist die PlatinumCars Arena. Die 1903 als Multisportanlage konzipierte Sportstätte wurde mittlerweile zu einem reinen Fußballstadion ausgebaut, das 16.700 Zuschauern Platz bietet. 
Das Stadion ist im Besitz vom Lokalrivalen IFK Norrköping. Es war bei der Weltmeisterschaft 1958 Austragungsort dreier Spiele, darunter ein Viertelfinale. Bei der Europameisterschaft 1992, für die das Stadion zu reinen Fußballarena umgebaut wurde, wurden drei Spiele der Gruppenphase in ihm ausgetragen. Ende der 2000er Jahre wurde die Spielstätte modernisiert.

## Trainer
- József Nagy (1922–1924)
- Bengt Gustavsson (1982–1983)

## Spieler
- Tore Keller (1924–1940)
- Gustav Wetterström (1932–1941)
- Nils Liedholm (1943–1946)